# Хаузер, Бад
Бад Хаузер (англ. Lemuel Clarence «Bud» Houser; 25 сентября 1901, Окснард, Калифорния — 1 октября 1994, Гардина, Калифорния) — американский легкоатлет (толкание ядра, метание диска), чемпион летних Олимпийских игр, участник двух Олимпиад, рекордсмен мира.

## Биография
Хаузер родился в Винигане (штат Миссури), но позже переехал в Окснард (штат Калифорния) после того, как оба его родителя умерли в 1911 году. Его воспитывали его сестра Марта и её муж Уолтер Конклин. Он набирался сил, работая в полях; летом он загружал тюки сена при 45-градусной жаре в Коркоране (Калифорния).
Будучи учеником средней школы Окснарда, Хаузер участвовал в легкоатлетических соревнованиях штата Калифорния в период с 1920 по 1922 год. Он шесть раз побеждал в толкании ядра и метании диска, каждый раз побивая рекорд штата, и стал его самым успешным участником соревнований за всю их историю. Три года подряд он был назван «Лучшим спортсменом соревнований». За это время он развил свой стиль метания диска, который был скопирован многими более поздними атлетами. Затем он поступил в Университет Южной Калифорнии в Лос-Анджелесе (штат Калифорния).
На летних Олимпийских играх 1924 года в Париже Хаузер выиграл золотую медаль в толкании ядра, опередив своих коллег-американцев Гленна Хартранфта и Ральфа Хиллса, а также в метании диска, опередив финна Вильхо Нийттюмаа и американца Тома Либа. Это был последний случай, когда спортсмен выигрывал на Олимпийских играх и толкание ядра, и метание диска.
Он выигрывал национальные чемпионаты по метанию диска в 1925, 1926 и 1928 годах, а также в толкании ядра в 1921 году (ещё учась в средней школе) и 1925 году. 3 апреля 1926 года в Пало-Алто, на соревнованиях Университета Южной Калифорнии со Стэнфордским университетом он установил мировой рекорд в метании диска — 48,20 м.
На летних Олимпийских играх 1928 года в Амстердаме он был знаменосцем сборной США. Там он сохранил свой чемпионский титул в метании диска, опередив на этот раз финна Антеро Киви и американца Джеймса Корсона.
Хаузер стал дантистом с практикой в Голливуде (штат Калифорния), где обслуживал многих кинозвёзд, прежде чем переехать в Палм-Дезерт (штат Калифорния). Стадион средней школы Окснарда назван в его честь. Он является членом Национального зала славы лёгкой атлетики и первым членом Зала спортивной славы округа Вентура.